# Karton (umetnost)
Karton je pripravljalna študija ali model, običajno v manjšem merilu, za umetniško ali arhitekturno delo, zlasti tisto, ki je izdelano za odobritev naročnika. Izraz je pridobil veljavo v umetniških krogih v Toskani v 14. stoletju. Sodobne definicije v referenčnih delih se nekoliko razlikujejo. Alternativena in prekrivajoča se izraza sta »oljna skica« (schizzo) in (modello, italijanska izgovorjava: [moˈdɛllo] (množina modelli) za slike, tapiserije ali vitraž, maketo, plastico ali bozzetto za kiparstvo ali arhitekturo ali arhitekturni model.